# San Dionisio (Iloilo)
San Dionisio è una municipalità di quarta classe delle Filippine, situata nella Provincia di Iloilo, nella Regione del Visayas Occidentale.
San Dionisio è formata da 29 baranggay:
- Agdaliran
- Amayong
- Bagacay
- Batuan
- Bondulan
- Boroñgon
- Canas
- Capinang
- Cubay
- Cudionan
- Dugman
- Hacienda Conchita
- Madanlog
- Mandu-awak
- Moto

- Naborot
- Nipa
- Odiongan
- Pangi
- Pase
- Poblacion
- San Nicolas
- Santol
- Siempreviva
- Sua
- Talo-ato
- Tamangi
- Tiabas
- Tuble